# ユスティナス・マルツィンケヴィチュース

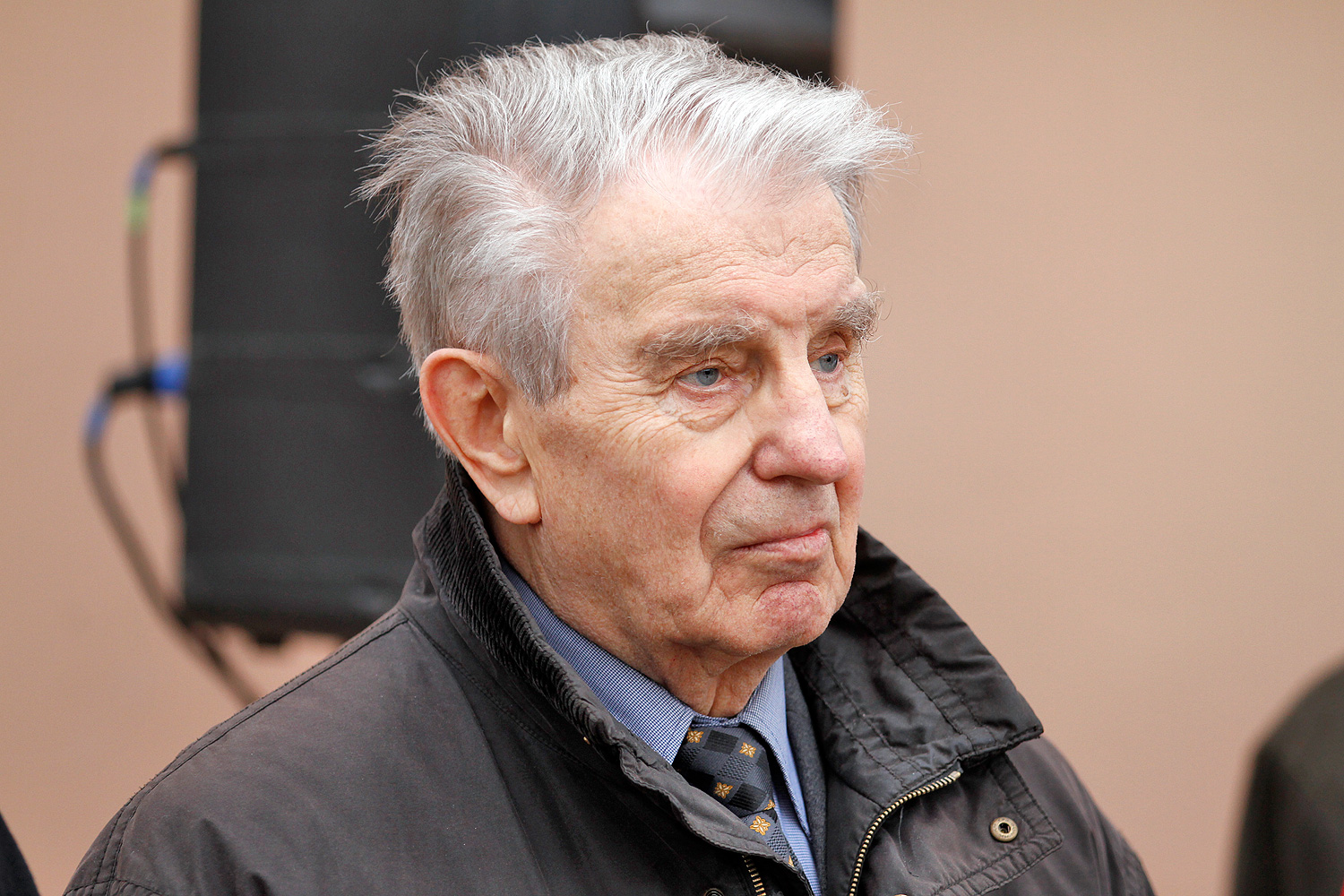

ユスティナス・マルツィンケヴィチュース（Justinas Marcinkevičius、1930年3月10日 - 2011年2月16日）は、リトアニアの詩人、脚本家。カウナス郡プリエナイ地区自治体ヴァジャツキエミス (Važatkiemis) 出身。
ヴィリニュス大学卒業。2001年にリトアニア国際賞を受賞している。2011年2月16日、ヴィリニュスにて80歳で亡くなった。